# Graphe birégulier
Dans la théorie des graphes, un graphe birégulier est un graphe biparti dans lequel tous les sommets de chacune des deux parties du graphe ont le même degré. Notons {\displaystyle U} et {\displaystyle V} les deux parties d'un graphe birégulier. Si le degré des sommets de {\displaystyle U} est {\displaystyle x} et si le degré des sommets de {\displaystyle V} est {\displaystyle y}, le graphe est dit {\displaystyle (x,y)}-birégulier.

## Exemples

Le graphe biparti complet est -birégulier.

### Les graphes bipartis complets
Tout graphe biparti complet {\displaystyle K_{a,b}} (figure) est {\displaystyle (a,b)}-birégulier.

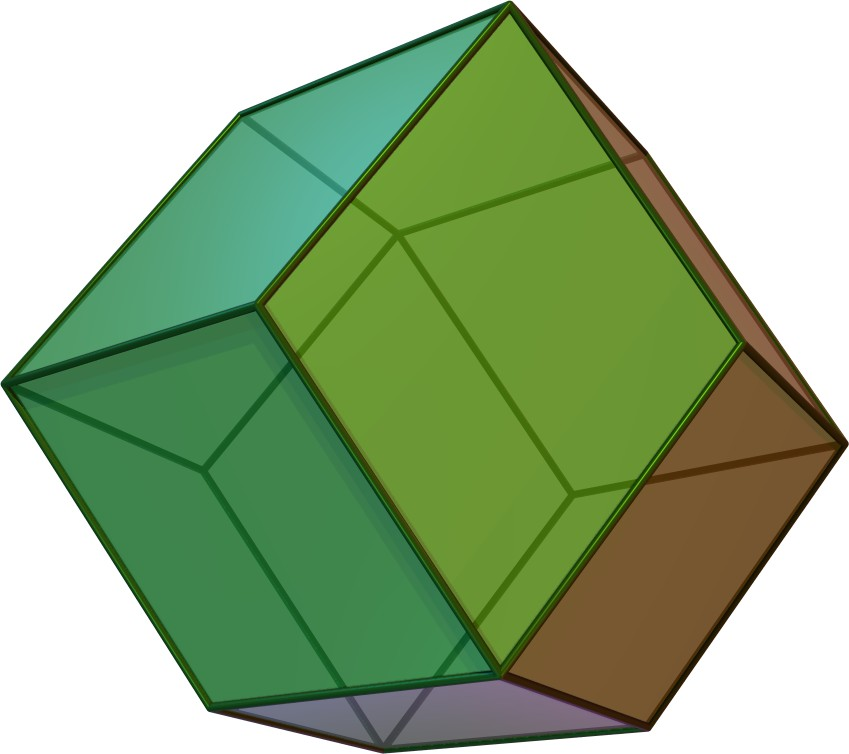
Le graphe du dodécaèdre rhombique est birégulier.

### Le graphe du dodécaèdre rhombique
Le graphe du dodécaèdre rhombique (figure) est {\displaystyle (3,4)}-birégulier. En effet, ses sommets se répartissent en deux ensembles :
- l'ensemble {\displaystyle U} des sommets de degré 4 ;
- l'ensemble {\displaystyle V} des sommets de degré 3.

Aucun sommet de degré 4 n'est lié par une arête à un autre sommet de degré 4 ; aucun sommet de degré 3 n'est lié par une arête à un autre sommet de degré 3 : ce graphe est bien biparti.

## Nombre de sommets
Un graphe birégulier de parties {\displaystyle U} et {\displaystyle V} vérifie l'égalité {\displaystyle deg(U)\cdot |U|=deg(V)\cdot |V|}.
Par exemple, dans le dodécaèdre rhombique, on a 6 sommets de degré 4 et 8 sommets de degré 3, il vérifie bien {\displaystyle 6\times 4=8\times 3}.
On peut prouver cette égalité par double dénombrement :
- le nombre d'extrémités des arêtes aboutissant dans {\displaystyle U} est {\displaystyle deg(U)\cdot |U|} ;
- le nombre d'extrémités des arêtes aboutissant dans {\displaystyle V} est {\displaystyle deg(V)\cdot |V|} ;
- chaque arête a une extrémité et une seule dans {\displaystyle U} et une extrémité et une seule dans {\displaystyle V}, donc ces deux nombres sont égaux.

## Autres propriétés
- Un graphe {\displaystyle n}-régulier biparti est {\displaystyle (n,n)}-birégulier.
- Un graphe arête-transitif (en excluant les graphes avec des sommets isolés) qui n'est pas aussi sommet-transitif est birégulier[2].
- En particulier, un graphe sommet-transitif est soit régulier, soit birégulier.
- Les graphes de Levi de configurations géométriques sont biréguliers.
- Un graphe birégulier est le graphe de Levi d'une configuration géométrique (abstraite) si et seulement si sa maille vaut au moins six[4].

## Source
- (en) Cet article est partiellement ou en totalité issu de l’article de Wikipédia en anglais intitulé « Graphe birégulier » (voir la liste des auteurs).